# Alicja Sakaguchi

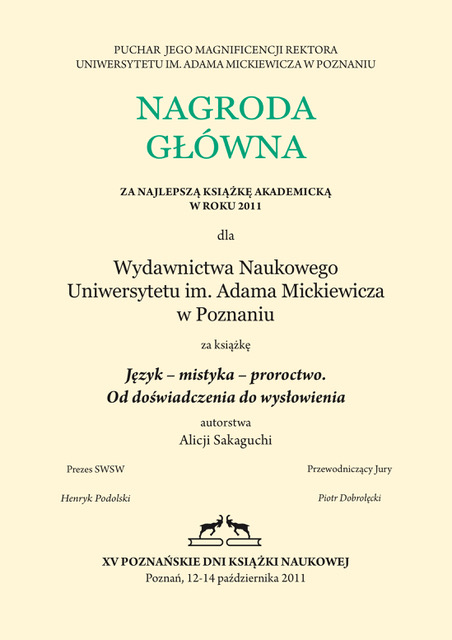
Dyplom za najlepszą książkę akademicką UAM w 2011

Alicja Maria Sakaguchi z d. Michiewicz (ur. 24 marca 1954 w Szczecinie) – polsko-niemiecka językoznawczyni i esperantystka pochodzenia polskiego, zamieszkała w Bawarii (Niemcy). Profesor nauk humanistycznych, pracownik naukowo-dydaktyczny Uniwersytetu im. Adama Mickiewicza w Poznaniu.

## Życiorys
W roku 1973 ukończyła I Liceum Ogólnokształcące im. Marii Skłodowskiej-Curie w Szczecinie. W latach 1974–1979 studiowała hungarystykę i esperantologię z interlingwistyką na Uniwersytecie Eötvös Loránd w Budapeszcie, uzyskując w roku 1979 tytuł magistra w zakresie językoznawstwa ogólnego. Temat pracy magisterskiej napisanej w języku esperanto: "Analiza archaizmów na podstawie czterojęzycznego podręcznika konwersacyjnego Heydna-Sylvestra z roku 1527 ze szczególnym uwzględnieniem tłumaczenia tekstów archaicznych na język esperanto". W 1981 obroniła tamże pracę doktorską  napisaną pod kierunkiem prof. Istvána Szerdahelyia w języku węgierskim: "Modelowanie materiału językowego w nauczaniu języków obcych i w interlingwistyce".
Od roku 1980 mieszka na stałe w Niemczech: do 1986 przebywała w Paderborn (Nadrenia Północna-Westfalia), a od 1986 do dziś w Mömbris (Bawaria), gdzie rozpoczęła się jej droga zawodowa. W latach 1980–82 pracowała jako asystent naukowy w Instytucie Pedagogiki Cybernetycznej w Paderborn, równocześnie uczęszczała na wykłady z germanistyki na uniwersytecie w Paderborn i Bielefeld. W latach 1982–1985 jako pracownik kontraktowy (Lehrauftrag) prowadziła prace dydaktyczne na uniwersytecie w Paderborn, a w latach 1986–1998 we Frankfurcie nad Menem.
W roku 1998 kontynuowała działalność naukowo-dydaktyczną  w Instytucie Filologii Germańskiej Uniwersytetu Szczecińskiego w ramach europejskiego programu Tempus. W roku 2000 na Wydziale Neofilologii Uniwersytetu im. Adama Mickiewicza w Poznaniu uzyskała stopień doktora habilitowanego z interlingwistyki. Temat pracy (w języku niemieckim): "Interlingustik: Gegenstand, Ziele, Aufgaben, Methoden".
W latach 2001–2002 była adiunktem na Wydziale Neofilologii  w Instytucie Lingwistyki Stosowanej Uniwersytetu im. Adama Mickiewicza w Poznaniu, w 2003 została powołana na stanowisko profesora. W roku 2010 pracowała jako wykładowca w Instytucie Germanistyki Uniwersytetu Technicznego w Darmstadt. Tytuł naukowy profesora nauk humanistycznych uzyskała z rąk polskiego prezydenta w czerwcu  2013 roku.
Alicja Sakaguchi poślubiła Japończyka Takashiego Sakaguchiego i jest matką dwóch synów, Dai i Leo, którzy od dzieciństwa porozumiewają się w języku esperanto.

## Osiągnięcia naukowe
Występowała z wykładami gościnnymi m.in. w takich krajach jak: Austria, Belgia, Holandia, Niemcy, Japonia, Indie, USA.
Dziedziny badawcze: językoznawstwo ogólne i stosowane, języki specjalistyczne, w tym język profetyczno-objawieniowy, mistyka, fenomenologia, esperantologia i interlingwistyka. Jej monografia "Język - mistyka - proroctwo. Od doświadczenia do wysłowienia" (2011) otrzymała w Pucharze Rektora Uniwersytetu im. Adama Mickiewicza w Poznaniu Nagrodę Główną za najlepszą książkę akademicką w 2011 roku. Otrzymała też Wyróżnienie Stowarzyszenia Wydawców Katolickich "Feniks 2012" w kategorii: Myśl humanistyczna.
W roku 1994 otrzymała grant Fundacji Deutsche Forschungsgemeinschaft na edycję rękopisu duńskiego językoznawcy Rasmusa Kristiana Raska (z roku 1823) dotyczącego języka powszechnego "Linguaż universale".

## Dzieła (wybór)
- Interlinguistik: Gegenstand, Ziele, Aufgaben, Methoden, (Interlingwistyka: przedmiot, cele, zadania, metody). Frankfurt am Main: Lang, 1998
- Rasmus Kristian Rask: Traktatu d`un Linguaż universale (Abhandlung über eine allgemeine Sprache). Teil II. Aus dem Nachlaß herausgegeben und kommentiert von Alicja Sakaguchi. Frankfurt a.M. etc.: Peter Lang, 1996.
- Tadeusz Ficowski: Paraglot: język powszechny (1942-1944). Z pism pośmiertnych wydała i zaopatrzyła w przedm. oraz uwagi do tekstu dzieła Alicja Sakaguchi, Wydawnictwo „Rys”, Poznań 2005.
- Sprechakte der mystischen Erfahrung. Eine komparative Studie zum sprachlichen Ausdruck von Offenbarung und Prophetie. Freiburg, München: Karl Alber, 2015.
- Präsuppositionen zwischen Fiktion und Realität. Eine ganzheitliche Typologie. Berlin: Frank & Timme, 2024.